# Sith Corona
Sith Corona est une corona, formation géologique en forme de couronne, située sur la planète Vénus par -10,2° S et 176,5° E. Elle est localisée dans le quadrangle de Diana Chasma. Elle a été nommée en référence à Sif, la déesse nordique de la moisson. 

## Géographie et géologie
Sith Corona couvre une surface circulaire d'environ 350 km de diamètre. 